# Pleure pas Boulou
Pleure pas Boulou est une chanson interprétée par Pierre Bachelet. Elle figure sur l'album Quelque part... c'est toujours ailleurs (1989).

## Classement
| Classement (1990) | Position |
| ----------------- | -------- |
| France (SNEP)     | 20       |